# Dalla Russia con amore (videogioco)
Dalla Russia con amore (007: From Russia with Love) è un videogioco d'azione pubblicato in Europa e America il 1º novembre 2005 per PlayStation 2, Xbox, PlayStation Portable e GameCube.

## Trama
Il gioco è basato sul romanzo A 007, dalla Russia con amore di Ian Fleming e sull'omonimo film. James Bond è chiamato ad aiutare Tatiana Romanova, agente della sicurezza di stato sovietica pronta a disertare, e a recuperare una macchina crittografica, il Lektor. Il gioco prende posto a Londra, Zurigo, Istanbul e Belgrado (dato l'anno in cui il gioco è ambientato, non è in Serbia ma in Jugoslavia.)

## Modalità di gioco
La campagna single-player è divisa in otto missioni, divise in totale da trentadue segmenti. Sono presenti i gadget noti di James Bond, e sono presenti delle Bond Challenges, cioè delle sfide.

### Multi-player
La modalità multi-player è composta da tre modalità: Deathmatch, Team Deathmatch e Last man standing. I giocatori possono sfidarsi usando l'iconico jetpack presente nel gioco.

## Accoglienza
Il gioco ha ricevuto giudizi generalmente positivi dalla critica e dai fan sorpresi di rivedere Sean Connery nei panni di Bond, il quale ha doppiato personalmente il suo ruolo e ha lavorato assieme ai programmatori, supervisionando ogni aspetto della produzione.

## Doppiaggio
- Sean Connery: James Bond

## Tratti dal film
- Daniela Bianchi: Tatiana Romanova
- Bernard Lee: M
- Lois Maxwell: Miss Moneypenny
- Lotte Lenya: Rosa Klebb
- Robert Shaw: Donald 'Red' Grant